# Jonathan Miller
Sir Jonathan Wolfe Miller (CBE; Londra, 21 luglio 1934 – Londra, 27 novembre 2019) è stato un regista teatrale, attore, conduttore televisivo, autore, umorista e regista di opera britannico.
Mentre faceva il suo tirocinio da medico e si specializzava in neurologia, alla fine degli anni 1950, si fece notare, nel 1960, per il suo ruolo nella commedia Beyond the Fringe con gli altri scrittori/interpreti Peter Cook, Dudley Moore e Alan Bennett. 
Miller iniziò a fare il regista di opere nel 1970 e da allora è diventato uno dei più importanti registi d'opera del mondo, con diverse produzioni classiche al suo attivo. La sua più nota produzione è probabilmente il suo Rigoletto del 1982 ambientato nella Little Italy di New York nell'ambiente della mafia statunitense. Ai primi tempi fece il regista al Royal National Theatre e poi all'Old Vic Theatre. Come scrittore e presentatore ha realizzato più di una dozzina di documentari per la BBC ed è diventato un personaggio televisivo noto e familiare al pubblico intellettuale sia nel Regno Unito che negli Stati Uniti d'America.

## Biografia

### Primi anni
Miller crebbe a St John's Wood, Londra, in una agiata famiglia ebraica. I suoi genitori erano lituani rifugiati nel Regno Unito. Suo padre Emanuel (1892–1970), che soffriva di una forma severa di artrite reumatoide, era uno psichiatra e poi psichiatra pediatrico ad Harley House. Sua madre Betty Miller (nata Spiro) era una scrittrice. La sorella di Miller, Sara (morta nel 2006) lavorò in televisione per molti anni e mantenne un coinvolgimento con l'ebraismo che lui, ateo, ha sempre evitato. Miller studiò alla Taunton School e alla St Paul's School a Londra dove sviluppò il primo (e in definitiva durato per tutta la vita) interesse per le scienze biologiche. Mentre frequentava la scuola di St. Paul, all'età di 12 anni, Miller incontrò e divenne molto amico di Oliver Sacks e del migliore amico di Oliver, Eric Korn, amicizie rimaste cruciali per tutto il resto della loro vita. Miller studiò scienze naturali e medicina presso St John's College di Cambridge (MB BChir, 1959), dove è stato membro della Cambridge Apostoli, prima di fare tirocinio presso lo University college Hospital di Londra. Mentre studiava medicina, Miller venne coinvolto nella Cambridge Footlights, comparendo nelle riviste Out of the Blue (1954) e Between the Lines (1955). Delle buone recensioni su questi spettacoli, e per il suo ruolo in essi in particolare, lo portarono ad impegnarsi in una serie spettacoli radio e televisivi, pur continuando i suoi studi; queste apparizioni compresero Saturday Night sulla BBC, Tonight (1957) e Sunday Night at the London Palladium. Si laureò in medicina nel 1959 e quindi lavorò in ospedale per due anni, al Central Middlesex Hospital come gastroenterologo con sir Francis Avery Jones.

### Anni sessanta:Beyond the Fringe

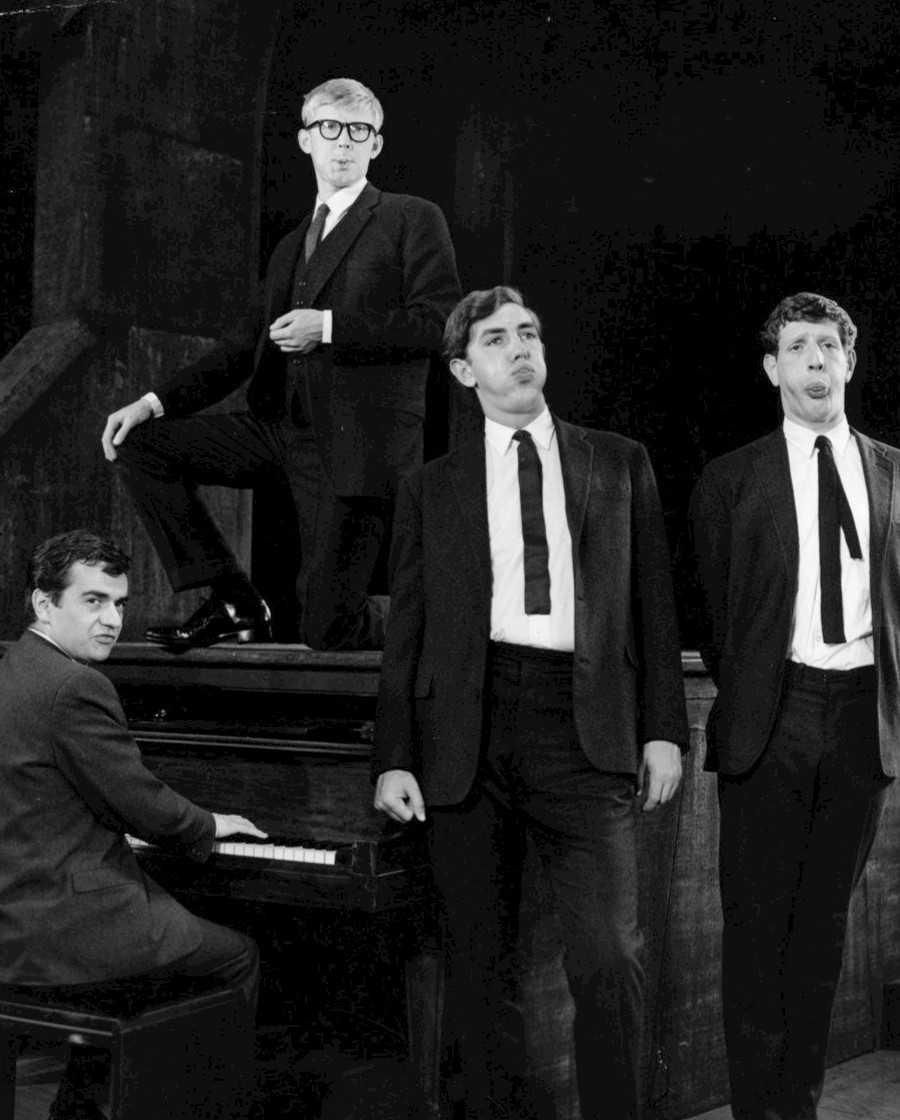
Miller (all'estrema destra) in Beyond the Fringe a Broadway

Miller partecipò alla scrittura e produzione di Beyond the Fringe, la cui prima fu data al Festival di Edimburgo nell'agosto del 1960. Ciò lanciò, oltre alla propria, la carriera di Alan Bennett, Peter Cook e Dudley Moore. Poco dopo il termine dello spettacolo, Miller lasciò Londra per Broadway nel 1962, e venne assunto come redattore e conduttore del programma di punta della BBC, Monitor' nel 1965. Tutti questi incarichi gli vennero offerti e non da lui richiesti. Ad esempio, la presentazione di Monitor gli venne offerta dopo che Miller si era avvicinato a Huw Wheldon chiedendogli un posto nel corso di formazione per direttore della BBC.
La sua prima esperienza di regia teatrale avvenne con un lavoro di John Osborne, il cui Under Plain Cover diresse nel 1962. Nel 1964, fu la volta di The Old Glory, del poeta statunitense Robert Lowell, a New York City. Fu la prima commedia prodotta dall'American Place Theatre interpretata da Frank Langella, Roscoe Lee Brown e Lester Rawlins. Il lavoro vinse cinque Obie Award nel 1965, compreso quello per il "Best American Play" oltre che a premi a Langella, Brown e Rawlins.
Miller scrisse, produsse e diresse un adattamento televisivo di Alice in Wonderland (1966) per la BBC. Seguì poi Whistle and I'll Come to You (1968) con Michael Hordern, un adattamento televisivo della storia di fantasmi di M. R. James del 1904, Oh, whistle and I'll come to you, my lad. Dal 1970, la sua reputazione nel teatro britannico era tale che poté organizzare, per la National Theatre Company, una produzione de Il mercante di Venezia con Laurence Olivier. Egli successivamente si dimise da produttore associato.
Miller sposò Helen Rachel Collet nel 1956. Ebbero due figli e una figlia.

### Anni settanta: medicina e opera
Miller ottenne un assegno di ricerca sulla storia della medicina all'University College di Londra nel periodo 1970-1973 e nel 1974, iniziò anche a produrre e dirigere opere alla Kent Opera  e a Glyndebourne, proseguendo con una nuova produzione de Il matrimonio di Figaro per l'English National Opera nel 1978. Miller divenne uno dei principali registi d'opera dopo la messa in scena di Rigoletto (nel 1975 ma soprattutto nel 1982) e dell'operetta The Mikado (nel 1987).
Miller sfruttò la sua esperienza di medico come scrittore e presentatore della serie televisiva della BBC The Body in Question (1978), che causò opinioni contrastanti a causa della dissezione di un cadavere mostrata nel corso della trasmissione. Per un certo tempo, è stato vice presidente della campagna per i diritti degli omosessuali.

### Anni ottanta: Shakespeare e neuropsicologia
Nel 1980, Miller si lasciò convincere a partecipare al discusso progetto BBC Television Shakespeare (1978–85). Ne divenne produttore (1980–82) e ne realizzò la regia di sei lavori, iniziando con il ben criticato Taming of the Shrew con John Cleese. Nei primi anni 1980, Miller divenne popolare e frequente ospite del Dick Cavett Show su PBS.
Miller scrisse e presentò la serie televisiva della BBC, ed il libro collegato ad essa, States of Mind nel 1983 e nello stesso anno diresse Roger Daltrey nel personaggio di Macheath, il fuorilegge eroe della produzione televisiva della BBC della ballad opera di John Gay del 1728,, The Beggar's Opera.  Divenne anche presidente del consiglio di amministrazione del Fringe Festival di Edimburgo. Nel 1984, studiò neuropsicologia con il Dr. Sandra Witelson alla McMaster University di Hamilton in Canada, prima di divenire un ricercatore di neuropsicologia alla University of Sussex l'anno seguente.

### Anni novanta
Nel 1990, Miller scrisse e diresse una coproduzione BBC/Canadian production intitolata, Born Talking: A Personal Inquiry into Language. La serie, in quattro puntate, esaminava l'acquisizione e la complessità che caratterizza la produzione del linguaggio. Miller poi ha scritto e presentato le serie televisive Madness (1991) e Jonathan Miller on Reflection (1998). La serie in cinque puntate Madness fu trasmessa su PSB nel 1991. Essa è caratterizzata da una breve storia di follia e interviste con ricercatori psichiatrici, psichiatri clinici e pazienti in sedute di terapia. Nel 1992, Opera Omaha mise in scena la prima per gli Stati Uniti dell'opera di Gioachino Rossini, Ermione diretta da Miller.

### Anni duemila: ritorno alla regia
Nel 2004, Miller ha scritto e presentato una serie TV sull'ateismo dal titolo Atheism: A Rough History of Disbelief (più comunemente denominato Breve storia sull'incredulità di Jonathan Miller) per la BBC Four, esplorando le radici del suo ateismo e indagando la storia dell'ateismo nel mondo. conversazioni individuali, dibattiti e discussioni sono andati in onda in una serie di sei puntate dal titolo The Atheism Tapes. È anche apparso in un programma della BBC Two nel febbraio 2004, chiamato What the World Thinks of God, girato a New York. La serie originale in tre puntate è stata trasmessa via aria sulla televisione pubblica negli Stati Uniti, a partire dal 4 maggio 2007 co-sponsorizzata dalla American Ethical Union, American Humanist Association, Center for Inquiry, Fondazione HKH e il Institute for Humanist Studies.
Nel 2007, Miller diresse Il giardino dei ciliegi al Crucible Theatre di Sheffield, La sua prima regia in Inghilterra dopo dieci anni. Diresse anche L'Orfeo di Monteverdi a Manchester e Bristol, e Der Rosenkavalier a Tokyo. Nel 2007 ha tenuto un talk show in Gran Bretagna, dal titolo An Audience with Jonathan Miller, nel quale parlava per un'ora della sua vita e rispondeva a domande del pubblico. Ha anche curato una mostra sul mimetismo all'Imperial War Museum. È apparso alla Royal Society of the Arts di Londra a discutere di humor (4 luglio 2007) e alla British Library sulla religione (3 settembre 2007).
Nel gennaio 2009, dopo un'interruzione di dodici anni, Miller ritornò alla English National Opera per dirigere una propria produzione di La bohème, ambientata negli anni 1930. La stessa produzione è stata poi rappresentata alla Cincinnati Opera, nel luglio 2010, con la regia dello stesso Miller.

### Anni duemiladieci
Il 15 settembre 2010 Miller, assieme ad altri 54 personaggi pubblici, ha firmato una lettera aperta su The Guardian, nella quale si opponeva alla visita in Regno Unito di papa Benedetto XVI. Nell'aprile e maggio 2011, Miller ha diretto La traviata di Giuseppe Verdi a Vancouver, in Canada,
e a febbraio e marzo 2012, Così fan tutte di Mozart a Washington in USA.
Il 25 novembre 2015 l'University of London ha premiato Miller con una laurea ad honorem in letteratura
Si è spento nel 2019. Viveva a Camden, nel nord di Londra.

## Premi
- Special Tony Award (1963), with co-stars Alan Bennett, Peter Cook, Dudley Moore, "for their brilliance which has shattered all the old concepts of comedy" in the musical revue Beyond the Fringe.
- Distinguished Supporter, British Humanist Association.
- Honorary Associate, National Secular Society.
- Honorary Fellow, University College London.
- Honorary Fellow, Royal College of Art.
- Associate member, Royal Academy of Dramatic Art.
- Honorary Fellow, St John's College, Cambridge (1982).
- Honorary Fellow, Royal College of Physicians (London and Edinburgh).
- Honorary D.Phil., University of Cambridge.
- Commander of the Order of the British Empire (CBE; 1983).
- Nomination: Best Director Tony Award (1986), for his revival of O'Neill's Long Day's Journey into Night.
- Knight Bachelor (2002), for services to music and the arts.
- Nominated artist of honour at Bornholm thanks to his instruction in Rønne Theater (Opera Island Bornholm; 2003).
- Foreign Member, American Academy of Arts and Sciences.
- President, Rationalist Association (2006–present)[16]
- Lifetime Achievement Award, Medical Journalists' Association

## Opere
- Jonathan Miller, McLuhan, Fontana Modern Masters, 1971.
- Jonathan Miller, Censorship and the Limits of Personal Freedom, Oxford University Press, 1971.
- Jonathan Miller, Freud: The Man, His World and His Influence, Weidenfeld and Nicolson, 1972.
- Jonathan Miller, The Uses of Pain (Conway memorial lecture), South Place Ethical Society, 1974.
- Jonathan Miller, The Body in Question, Jonathan Cape, 1978.
- Jonathan Miller, Darwin for Beginners, Writers and Readers Comic Book/2003 Pantheon Books (USA), 1982, ISBN 0-375-71458-8.
- Jonathan Miller, The Human Body, Viking Press, 1983. (1994 Jonathan Cape [pop-up book])
- Jonathan Miller, States of Mind. Conversations with Psychological Investigators, BBC /Random House, 1983.
- Jonathan Miller, The Facts of Life, Jonathan Cape, 1984. (pop-up book intended for children)
- Jonathan Miller, Subsequent Performances, Faber, 1986.
- Miller, Jonathan & John Durrant, Laughing Matters: A Serious Look at Humour, Longman, 1989.
- Jonathan Miller, Acting in Opera, Applause Theatre & Cinema Books, 1990. (The Applause Acting Series)
- Jonathan Miller, The Afterlife of Plays, San Diego State Univ Press, 1992. (University Research Lecture Series No. 5)
- Jonathan Miller, Dimensional Man, Jonathan Cape, 1998.
- Jonathan Miller, On Reflection, National Gallery Publications/Yale University Press (USA), 1998, ISBN 0-300-07713-0.
- Jonathan Miller, Nowhere in Particular, Mitchell Beazley, 1999, ISBN 1-84000-150-X. [collection of his photographs]
- Jonathan Miller, Harvey and the Circulation of Blood: A Collection of Contemporary Documents, Jackdaw Publications, 1968.
- Jonathan Miller, The Don Giovanni Book: Myths of Seduction and Betrayal, Faber, 1990.
- Jonathan Miller, Alan Bennett, Peter Cook e Dudley Moore, Beyond the Fringe. A Revue, Souvenir Press/Samuel French, 1963.
- Jonathan Miller, Margaret Drabble, Richard Hoggart e Adrian Mitchell, The Permissive Society, Panther, 1969.
- Jonathan Miller, Alan Bennett, Peter Cook e Dudley Moore, The Complete Beyond the Fringe, Methuen, 1987, ISBN 0-413-14670-7.
- B.J. (ed.) Sokol, The undiscover'd country: New Essays on Psychoanalysis and Shakespeare, Free Association Books, 1993, ISBN 1-85343-197-4. – Jonathan Miller: 'King Lear in Rehearsal: A Talk' and seven other essays
- Robert B. (ed.) Silvers, Jonathan Miller, Stephen Jay Gould, Daniel J Kevles, RC Lewontin e Oliver Sacks, Hidden Histories of Science, Granta Books, 1997.
- Robert B. (ed.) Silvers, Doing It : Five Performing Arts, New York Review of Books (USA), 2000, ISBN 0-940322-75-7. Essays by Jonathan Miller Geoffrey O'Brien, Charles Rosen, Tom Stoppard and Garry Wills

## Discografia

### Attore
- "Bridge On the River Wye" (1962 Parlophone LP; as American Announcer, American G.I., American Lieutenant, British Sergeant)

## Filmografia

### Attore
- Chronicle (1964) - serie TV, 1 episodio
- One Way Pendulum (1965)
- On the Margin (1966) - serie TV, 1 episodio
- Terminale (1998)
- Sensitive Skin (2005) - serie TV, 2 episodi

### Regista
- Monitor (1965) - serie TV documentaristica, 1 episodio
- Sunday Night (1965-1966) - serie TV documentaristica, 3 episodi
- Alice in Wonderland (1966) - film TV
- Omnibus (1968) - serie TV documentaristica, 1 episodio
- Scotch (1968) - cortometraggio documentaristico
- Take a Girl Like You (1970)
- 2nd House (1973) - serie TV, 1 episodio
- BBC Play of the Month (1975) - serie TV, 1 episodio
- Pleasure at Her Majesty's (1976) - film TV documentaristico
- The Taming of the Shrew (1980) - film TV
- Timon of Athens (1981) - film TV
- Antony and Cleopatra (1981) - film TV
- Othello (1981) - film TV
- Troilus and Cressida (1981) - film TV
- King Lear (1982) - film TV
- The Beggar's Opera (1983) - film TV
- Cosi Fan Tutte (1986) - film TV
- Lungo viaggio verso la notte (1987) - film TV
- Arena (1988) - serie TV documentaristica, 1 episodio

### Presentatore-scrittore
- Monitor (1962; also editor).
- The Zoo in Winter (1969), BBC, directed by Patrick Garland.
- The Body in Question (1978–79), 13 episodes.
- Equinox - Prisoner of Consciousness (1986)
- Born Talking: A Personal Inquiry into Language (1990).
- Madness (1991).
- Equinox - Moving Pictures (1991)
- Jonathan Miller's Opera Works (1997), 6 episodes.
- Jonathan Miller on Reflection (1998).
- Absolute Rubbish with Jonathan Miller (2004)
- Atheism: A Rough History of Disbelief (2004).
- The Atheism Tapes (2004).

## Produzioni principali

### Rivista
- Beyond the Fringe (performer, writer, producer; Edinburgh Festival; 1960).
- Beyond the Fringe (performer, writer; Fortune Theatre, London; 1961–62).
- Beyond the Fringe (performer, writer; John Golden Theatre. NYC; 27 October 1962 to 30 May 1964; 667 performances).[17]

### Oratorio
- St. Matthew Passion (Director; St. George's Theatre, London, February 1994) with Paul Goodwin. A dramatised production of J.S. Bach's masterpiece, recorded for BBC Television.This production was also revived at London's National Theatre in September/October 2011 with Southbank Sinfonia, conducted by Paul Goodwin.

### Dramma
- The Old Glory (Director; American Place Theatre, 1964) starring Frank Langella, Roscoe Lee Brown, and Lester Rawlins.
- The Merchant of Venice (Director; Cambridge Theatre, 1970) starring Laurence Olivier.
- Danton's Death (Director; 1972) starring Christopher Plummer.
- Long Day's Journey Into Night (Director; Broadhurst Theatre, 28 April to 29 June 1986; 54 performances), starring Jack Lemmon.
- King Lear (Director; Vivian Beaumont Theater 4 March to 18 April 2004; 33 performances).
- Il giardino dei ciliegi (Director; Crucible Theatre, 2007). Miller's return to the English stage after a ten-year absence.

### Opera
In quattro decenni, Miller ha diretto più di 50 opere in città come Londra, New York, Firenze, Milano, Berlino, Monaco di Baviera, Zurigo, Valencia e Tokyo.
- Così fan tutte (Stage director; Kent Opera, 1974). The first of seven operas Miller directed for Kent Opera.
- Rigoletto (Stage director; 1975). Set in the 19th century.
- L'Orfeo (Stage director; Glyndebourne, 197?).
- Le nozze di Figaro (Stage director; English National Opera, 1978). A televised version was made in 1991.
- Rigoletto (Stage and video director; English National Opera, 1982). Set in 1950s Little Italy, Manhattan.
- La traviata (Stage director; Glimmerglass Opera, 1989).
- La fanciulla del West (Stage and video director; 1991).
- The Mikado (Stage and video director; English National Opera, 1987) starring Eric Idle.
- Le nozze di Figaro (Stage director and producer; Metropolitan Opera, 1998)
- Falstaff (Ferrara, 1999)
- Die Zauberflöte (Stage and video director; 2000).
- Tamerlano (Stage and video director; 2001).
- Die Entführung aus dem Serail (Stage and video director; 2003).
- Falstaff (Stage director; New National Theatre Tokyo, 2004).
- Jenůfa (Stage director; Glimmerglass Opera with New York City Opera in Cooperstown, New York, dal 29 luglio al 29 agosto 2006).
- L'Orfeo (Stage director; Manchester and Bristol productions, 2007).
- Der Rosenkavalier (Stage director; New National Theatre Tokyo, 2007).
- La traviata (Stage director; Glimmerglass Opera, 2009).
- La bohème (Stage director; Cincinnati Opera, 2010).
- Pelléas et Mélisande (Stage director; Metropolitan Opera, 2005 and 2010).
- La traviata (Director; Vancouver Opera, 2011)).